# Endoceras
Endoceras (Oudgrieks voor 'innerlijke hoorn') is een geslacht van uitgestorven grote cephalopoden met rechte schelp uit het Midden- en Boven-Ordovicium dat zijn naam geeft aan de nautiloïde orde Endocerida. Schelpen groeiden zo lang als driehonderdvijftig centimeter. De dwarsdoorsnede in het volwassen gedeelte is iets breder dan hoog, maar is lateraal smaller bij de jongere. Hechtingen zijn recht en dwars. Endoceras heeft een grote sifunkel, dicht bij de ventrale marge, bestaande uit concave segmenten, vooral in de jonge, maar die buisvormig kunnen zijn in de volwassen fase. Endoconen zijn eenvoudig, subcirculair in dwarsdoorsnede en doordrongen door een smalle buis die diafragma's kan bevatten die doen denken aan de voorouder van Ellesmerocerida. Endoceras werd in 1847 benoemd door Hall.

## Beschrijving
Deze koppotige had rechte, kegelvormige schalen met een dikke, kalkige sifo met inwendige halsvormige structuren. Een ander kenmerk van dit geslacht zijn de nautiloïde suturen (naden tussen de verschillende windingen) en de duidelijke, omgebogen siphotrechters. De lengte van de schelp bedroeg ongeveer drie meter.
Distributie is wijdverspreid, vooral in Noord-Amerika en Europa. Endoceras is vergelijkbaar met Cameroceras, de twee kunnen synoniem zijn, maar verschilt van het geslacht Nanno doordat de sifunkel in Nanno het hele apicale deel van de schaal vult, terwijl in Endoceras de sifunkel ventraal is, zelfs daar met septa gevormd bij het begin. Volwassen, volgroeide Endocera's waren hoogstwaarschijnlijk hinderlaagroofdieren die op de zeebodem lagen te wachten, zich verplaatsten wanneer dat nodig was om het voordeel te behalen. Jongere individuen met gecomprimeerde doorsneden zijn mogelijk actiever mobiel geweest.

## Soorten
- E. annuliferum † Flower 1941
- E. aristides † Billings 1865
- E. baculoides † Blake 1882
- E. baylorense † Ulrich et al. 1944
- E. calvini †  Ulrich et al. 1944
- E. champlainense † Ruedemann 1906
- E. deparcum † Billings 1859
- E. durinum † Blake 1882
- E. eburneolum † Stauffer 1937
- E. glaucus † Billings 1865
- E. hageri † Hall 1861
- E. indigator † Billings 1865
- E. knighti †  Ulrich et al. 1944
- E. lamottense †  Ulrich et al. 1944
- E. lawrencense †  Ulrich et al. 1944
- E. logani †  Ulrich et al. 1944
- E. perannulatum † Portlock 1843
- E. philipsburgense †  Ulrich et al. 1944
- E. primigenium † Vanuxem 1842
- E. richardsoni †  Ulrich et al. 1944
- E. sansabaense †  Ulrich et al. 1944
- E. tityrus † Billings 1865
- E. trundlesense †  Ulrich et al. 1944
- E. warthini †  Ulrich et al. 1944
- E. yellvillense †  Ulrich et al. 1944